# Pablo Laso
Pablo Laso Biurrún (* 13. Oktober 1967 in Vitoria-Gasteiz) ist ein spanischer Basketballtrainer und ehemaliger -spieler.

## Laufbahn

### Spieler
Pablo Laso, Sohn des ehemaligen spanischen Nationalspielers und Basketballtrainers José Laso, begann seine Laufbahn beim Klub seiner Heimatstadt Saski Baskonia. Hier verbrachte er den größten Teil seiner Karriere, spielte elf Jahre lang in der ersten Mannschaft und feierte seinen größten Erfolg im Spanischen Pokalwettbewerb, in dem er 1995 mit seinem Klub durch ein 88:80 im Endspiel gegen Amway Zaragoza den Titel eroberte und zum MVP des Turniers ernannt wurde. Im Anschluss wechselte er zum spanischen Spitzenklub Real Madrid. Mit der Mannschaft gewann er in der Saison 1996/97 den Europapokal der Pokalsieger. Die Saison 1998/99 begann er in der italienischen Lega Basket Serie A bei Lineltex Trieste, wechselte jedoch noch vor Saisonende nach Spanien zurück und verstärkte Unicaja Málaga. Nach drei weiteren Spielzeiten bei Casademont Girona ließ er seine Karriere in der Saison 2002/03 bei Caprabo Lleida und Forum Valladolid ausklingen.
Während seiner 19-jährigen Laufbahn stellte er in 624 Spielen in der spanischen Liga Bestmarken in Assists (2896 gesamt; 4,64 pro Spiel) und Steals (1219 gesamt; 1,95 pro Spiel) auf.

#### Nationalmannschaft
Pablo Laso nahm mit Spanien an der U18-Europameisterschaft 1986 in Gmunden teil und erreichte dort mit der Auswahl den fünften Rang. Sein erstes Spiel für die A-Nationalmannschaft bestritt er am 13. September 1987 im Zuge der Mittelmeerspiele. Er war Teil der Endrundenaufgebote bei der EM 1989, der WM 1994 sowie der EM 1995.

### Trainer
Pablo Laso begann seine Laufbahn in der Saison 2003/04 als Trainer bei Cerámicas Leoni Castellón in der LEB2, der dritthöchsten Spielklasse in Spanien. Nach einem Jahr in der Liga ACB bei Pamesa Valencia übernahm er den Zweitdivisionär Alerta Cantabria. Im Sommer 2007 verpflichtete ihn Lagun Aro GBC und auf Anhieb gelang der Aufstieg in die Liga ACB. Nach drei Spielzeiten mit dem Klub aus Donostia-San Sebastián in der ersten spanischen Liga gab Real Madrid die Verpflichtung Lasos als Cheftrainer bekannt. Bei den Hauptstädtern, bei denen er von 1995 bis 1997 als Spieler aktiv war, unterschrieb er einen bis 2013 laufenden Vertrag. Bereits in seiner ersten Spielzeit eroberte Laso mit seiner Mannschaft den Sieg im Pokalwettbewerb. Zu Beginn der Saison 2012/13 folgte der Gewinn des spanischen Supercups, zudem erreichte er mit Real Madrid das Endspiel der Euroleague und beendete das Jahr mit dem Sieg in der Meisterschaft. 2015 führte er Real zum Euroleague-Sieg, dieser Erfolg wurde 2018 wiederholt. In der spanischen Meisterschaft kamen weitere Titel hinzu, ebenfalls im Pokalwettbewerb sowie im Supercup.
Anfang Juni 2022 erlitt Laso einen Herzinfarkt. Sein Assistent Chus Mateo übernahm vorerst die Leitung der Mannschaft. Als Real im Juni 2022 spanischer Meister wurde, weilte Laso als Zuschauer in der Halle. Am 4. Juli 2022 trennte sich Real nach elf Jahren, aus gesundheitlichen Gründen, von Trainer Laso. Wegen seines Herzinfarkts wäre es nach Ansicht des Vereins unverantwortlich gewesen, diese Entscheidung nicht zu treffen. Laso wurde zugesichert, weiterhin die im Vertrag festgeschriebenen Bezüge zu erhalten und seine gesundheitliche Lage im Frühjahr 2023 neu zu bewerten.
Im Juni 2023 unterschrieb Laso einen Dreijahresvertrag als Cheftrainer des FC Bayern München. Er führte den FCB im Spieljahr 2023/24 zum Gewinn der deutschen Meisterschaft und zum deutschen Pokalsieg. Anschließend verließ Laso die Bayern vorrangig aus persönlichen Gründen wieder und ging in sein Heimatland zurück. Er wurde Ende Juni 2024 als neuer Cheftrainer von Saski Baskonia vermeldet. Im August 2025 wurde die Trennung vermeldet.

## Erfolge und Ehrungen
Spieler
- Europapokal der Pokalsieger: 1996/97
- Spanischer Pokal: 1994/95
- MVP der spanischen Pokals 1994/95
- Meiste Assists in der Geschichte der Liga ACB: 2896 (4,64 pro Spiel)
- Meiste Steals in der Geschichte der Liga ACB: 1219 (1,95 pro Spiel)

Trainer
- Euroleague (2): 2014/15, 2017/18
- Trainer des Jahres der Euroleague (2): 2014/15, 2017/18
- FIBA Intercontinental Cup: 2015
- Spanische Meisterschaft (6): 2012/13, 2014/15, 2015/16, 2017/18, 2018/19, 2021/22
- Spanischer Pokal (6): 2011/12, 2013/14, 2014/15, 2015/16, 2016/17, 2019/20
- Spanischer Supercup (7): 2012, 2013, 2014, 2018, 2019, 2020, 2021
- Bester Trainer der Liga ACB (4): 2012/13, 2013/14, 2014/15, 2017/18
- Deutscher Meister: 2023/24
- Deutscher Pokalsieger: 2023/24